# Малу (Годень, Арджеш)
Малу (рум. Malu) — село у повіті Арджеш в Румунії. Входить до складу комуни Годень.
Село розташоване на відстані 126 км на північний захід від Бухареста, 44 км на північ від Пітешть, 137 км на північний схід від Крайови, 66 км на південний захід від Брашова.

## Населення
За даними перепису населення 2002 року у селі проживали 365 осіб, усі — румуни. Усі жителі села рідною мовою назвали румунську.